# 山汐丸
山汐丸（やましおまる）は、日本の特2TL型特殊油槽船。MACシップや商船改装空母とも評される、戦時標準船を改造した陸軍特殊船である。護衛空母兼用仕様のタンカーで、就役後は日本陸軍の指揮下で運用される予定であった。

## 概要

### 構造
「山汐丸」は、船体に全通飛行甲板を張って、船橋構造物を飛行甲板下に収めた平甲板型（フラッシュデッキ型）の航空母艦である。船体後部に機関部があるので、煙突も飛行甲板と右舷船体後部の間から外に向けて飛び出している。エレベーターは飛行甲板の前側に設けられた。
計画搭載機数は6機で、同時期に日本陸軍が整備した空母型の陸軍特種船である「あきつ丸」「熊野丸」よりも2機少ない。陸軍機の中でSTOL性能に優れた三式指揮連絡機を対潜哨戒機として運用する予定であり、海上公試に続いて発着試験が実施されている。航空機用のガソリンとして、ドラム缶40本を搭載予定であった。
武装も潜水艦との戦闘を重視したもので、九三式水中聴音機、逆探、音響測深儀などを備えている。対潜迫撃砲として二式十二糎迫撃砲を船首と艦尾に搭載し、艦尾側には爆雷投下機が備えられた。艦首に二式中迫撃砲を装備するためか、海軍の特TL船「しまね丸」よりも飛行甲板が短い事が外見上の特徴である。対空火器として96式25mm連装機銃片舷四基（合計八基）をスポンソンに設けた。 
陸軍指揮下で、船団護衛の護衛空母兼用タンカーとして運用予定であったが、形式上は民間船で船主は山下汽船のままであった。竣工したものの、戦況の悪化からすでに南方航路は著しく危険で本来のタンカーとしては使用の見込みが無いため、就役しないまま石炭焚きの貨物船への改造が決まった。

### 船歴

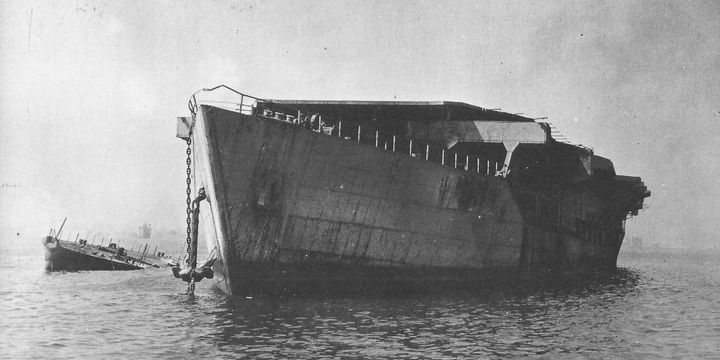
終戦後の「山汐丸」。向かって左は半没状態の「大指」の艦首。

「山汐丸」は、山下汽船の発注により、1944年（昭和19年）1月27日に三菱重工業横浜船渠で起工した。日本陸軍により特2TL型としての設計変更が指示されたため、同型姉妹船（千種丸）よりも優先的に工事が進められた。同年11月14日進水、1945年（昭和20年）1月25日に海上公試を実施した。1月27日に竣工した。
1945年（昭和20年）2月16日、日本列島本州近海に来攻した第58任務部隊の艦上機は、関東地方の諸目標に対し空襲を敢行した。このジャンボリー作戦は、硫黄島の戦いで連合軍を掩護するため、日本軍の航空戦力を減殺する意図があった。東京湾の目標を攻撃したのは、おもに第58.1任務群（エセックス級航空母艦3、インディペンデンス級軽空母1、戦艦マサチューセッツ、戦艦インディアナ、巡洋艦と駆逐艦部隊）である。この日は天候が不順であったという。
本艦は、改造のため三菱重工横浜船渠において係留待機中、アメリカ海軍機動部隊の空襲に遭遇した。技術者の目撃談によれば、2月16日の空襲では機銃掃射と至近弾多数、船体外舷への直撃弾1発という被害で、浸水が生じたが傾斜するには至らなかったという。
翌17日も、第58任務部隊は関東地方への攻撃を実施した。第58.1任務群の大部分は、引き続き東京湾周辺の目標を攻撃する。空母ホーネットのF6F戦闘機部隊は、爆弾とロケット弾を搭載して、横浜港の「護衛空母」に攻撃を実施した。同部隊はワスプ攻撃隊と協同で、護衛空母に少なくとも爆弾6発命中、ロケット弾多数命中を記録している。空母ワスプ攻撃隊も、横浜港の船渠で軽空母1隻を撃沈と報告した。
日本側の記録では、艦尾に250kg爆弾1発とロケット弾多数を受けて大破、浸水もあって着底した。直撃弾で艦尾が破壊され、飛行甲板は上方にめくれあがっている。
終戦後はGHQの日本商船管理局（en:Shipping Control Authority for the Japanese Merchant Marine, SCAJAP）によりSCAJAP-X071の管理番号を与えられたが、船として動くことはついになかった。1946年（昭和21年）3月6日には、建造途上で工事が中止されたまま放置され、港内を漂流していた標的艦「大指」が、着底状態の「山汐丸」と衝突する事故を起こしている。「大指」はこの衝突により浸水着底した。
7月から解体が進められたが、解体中に船首が折れて沈没。費用的に引揚げは困難であったため、残骸を岸壁の一部として再利用することになった。上部構造物を取り除かれた船体は、横浜船渠の北部にある第7岸壁脇に配置され、土砂を詰めて擱座状態で固定された。通称「山汐岸壁」と呼ばれた。1956年（昭和31年）に建造船大型化に対応した造船所拡張に伴い撤去されるまで、艤装作業用に使われた。なお、2008年に、みなとみらいセンタービルの建設工事の際、本船の錨が発見された。現在も、同ビルの脇の広場に展示されている。

## 同型船

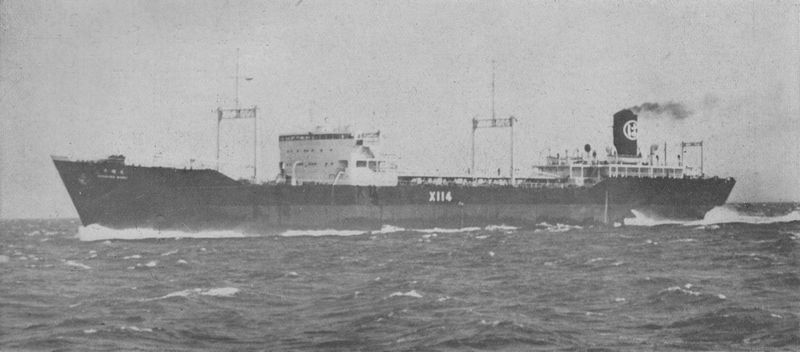
タンカーとして就役した同型船「千種丸」。捕鯨船団に加入中の写真。

同型船として日本郵船所属の「千種丸」が三菱重工横浜船渠で建造中であり、1944年12月に進水したものの、戦局悪化のため工事中止となった。係留中に空襲を受け大破。終戦後に再生工事を受けて、1949年（昭和24年）にタンカーとして就役、大洋漁業により運用されたのち、1963年(昭和38年)に佐世保にて解体されている。

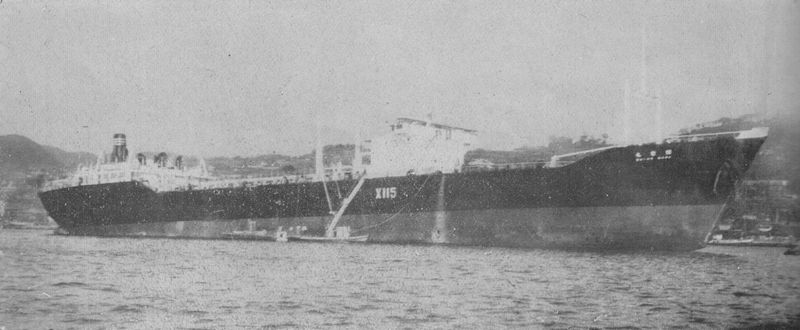
同じくタンカーとして就役した同型船「瑞雲丸」。掲載元の舟艇協会出版部刊「日本船舶画鑑」では、「旧日本陸軍 特2TL型戦時標準船」のキャプションが付けられている。

また、史料によっては岡田商船所属の「瑞雲丸」が特2TL型の3番船として改装される予定であったとするものもある。瑞雲丸は戦後1964年(昭和39年)まで運用され、大阪で解体されている。